# Aquilegia
Aquilegia (L., 1753) è un genere di piante appartenente alla famiglia delle Ranunculaceae, diffuso in buona parte dell'emisfero boreale. La specie è stata scoperta da Kaspar Maria von Sternberg nel 1804.
Il nome deriva dal latino aquilegus che significa "che tira acqua" o "che trattiene acqua. Nell'antichità la pianta era anche conosciuta come "erba del leone" e il suo nome comune, "colombina", allude alla somiglianza del fiore a un gruppo di colombe.

## Descrizione
Piante erbacee perenni, hanno fogliame leggero e finemente diviso, fiori leggeri con lunghi speroni colorati di bianco, azzurro, giallo, rosso, rosa, lilla, viola e avorio.

## Distribuzione e habitat
Originarie dell'America, Asia e zone alpine dell'Europa, solo alcune sono africane; con alcune specie spontanee in Italia sulle Alpi e gli Appennini.
Non è presente in Sardegna, tranne tre specie:
- Aquilegia barbaricina
- Aquilegia nuragica
- Aquilegia nugorensis

## Tassonomia
Comprende circa 130 specie, con numerosi ibridi e varietà orticole.

In Italia sono presenti, allo stato spontaneo, una decina di specie riunite in tre gruppi (Pignatti, 1982): gruppo di Aquilegia vulgaris  (comprendente 4 specie), gruppo di A. alpina (comprendente 2 spp.) e gruppo di A. einseleana (comprendente 5 spp.).
Tra le specie più utilizzate come piante ornamentali nei giardini per bordure miste o gruppi isolati, industrialmente per la produzione del fiore reciso o per la coltivazione in vaso sui terrazzi, ricordiamo l'A. coerulea nordamericana con fiori bianchi e azzurri; l'A. flabellata 
originaria del Giappone a fiori bianchi; l'A. formosa della California con fiori gialli e rosa; l'A. vulgaris spontanea dei nostri boschi, con fiori azzurro-violacei, petali con sperone uncinato alta fino a 1 m; altre specie spontanee sono l'A. atrata con fiori piccoli di colore viola cupo; l'A. chrysantha alta 60 cm con foglioline pubescenti, viscide profondamente divise in tre lobi e piccoli fiori azzurro-violacei; l'A. alpina alta 80 cm con grandi fiori azzurri con speroni non uncinati.

## Coltivazione
Preferisce posizioni a mezzo sole, pur sopportando esposizione in pieno sole in clima fresco, con terreno acido o neutro, soffice e ricco di sostanze organiche, privo di calcio e fresco anche d'estate, ben drenato, in zone con buona umidità ambientale e con estate mitigata da pioggia. Da prevedere la potatura tempestiva delle corolle sfiorite, per stimolare nuove e copiose fioriture.
Si semina facilmente in periodo primaverile con fioritura dal secondo anno di vita, o si moltiplica per via agamica con la divisione dei cespi o per talea. Una volta collocate a dimora, le piante non devono essere trapiantate per alcuni anni se si desiderano cespi vigorosi e molto fioriferi.